# Equipo de Copa Davis de Zimbabue
El equipo zimbabuense de Copa Davis es el representante de Zimbabue en dicha competición internacional. Su organización está a cargo de la Asociación de Tenis de Zimbabue.

## Historia
Zimbabue compitió en su primera Copa Davis en 1963, como Rodesia.

## Plantel actual (2016)
- Takanyi Garanganga
- Mark Fynn
- Benjamin Lock
- Courtney John Lock